# 854
854 (DCCCLIV) var ett normalår som började en måndag i den julianska kalendern.

## Händelser

### Okänt datum
- Den danske kungen Horik, som döpts av Ansgar, stupar och den kristna församlingen i danska Slesvig (Hedeby) börjar förföljas.

## Födda
- Cui Yin, kinesisk kansler.

## Avlidna
- Hårik, kung av Danmark.